# Angelonia pubescens
Angelonia pubescens är en grobladsväxtart som beskrevs av George Bentham. Angelonia pubescens ingår i släktet Angelonia och familjen grobladsväxter. Inga underarter finns listade i Catalogue of Life.